# Den förbjudna trädgården
Den förbjudna trädgården (originaltitel: Il giardino dei Finzi Contini) är en italiensk krigsfilm från 1970 i regi av Vittorio De Sica. Den vann en Oscar för bästa utländska film vid Oscarsgalan 1972.

## Rollista i urval
- Lino Capolicchio – Giorgio
- Dominique Sanda – Micòl
- Helmut Berger – Alberto
- Fabio Testi – Malnate
- Romolo Valli – Giorgios far
- Camillo Cesarei – Micòls far
- Inna Alexeievna – Micòls farmor
- Katina Morisani – Micòls mor
- Barbara Pilavin – Giorgios mor